# نیکلای شاکورا
 نیکلای شاکورا (انگلیسی: Nikolai Shakura؛ زاده ۱۹۴۵) یک فیزیک‌دان، و ستاره‌شناس اهل روسیه است.